# Linsner
Linsner is een historisch Duits motorfietsmerk.
De bedrijfsnaam was: Linsner Motoren AG, München.
Linsner produceerde motorfietsen waarin waarschijnlijk 398cc-Bosch-Douglas- en 492cc-BMW-zijklep-boxermotoren gemonteerd werden.
In 1922 begon Linsner met de productie, maar in die tijd ontstonden er honderden kleine motorfietsmerken in Duitsland, die vrijwel zonder uitzonder voor 1927 weer verdwenen waren. De boxermotoren, zowel die van Bosch-Douglas als de door Martin Stolle ontwikkelde BMW M2B15-motor waren in die tijd bestemd voor dwarse plaatsing dat betekende dat de achterste cilinder niet goed gekoeld werd. BMW bouwde leverde haar motor aan Corona, Bison, Heller, SMW en Victoria, maar mocht door het Verdrag van Versailles geen vliegtuigmotoren meer produceren en ging zich zelf meer op motorfietsen richten. Max Friz draaide de M2B15 90° en ontwikkelde de BMW R 32, die in 1923 op de markt kwam. BMW stopte onmiddellijk met de levering van de motor aan andere merken, waardoor ook Linsner in moeilijkheden kwam. Er waren wel alternatieven, maar Linsner richtte zich op hetzelfde (duurdere) segment van de markt als BMW en moest in 1924 de poorten sluiten.